# 4203-as mellékút (Magyarország)
A 4203-as számú mellékút egy bő 14 kilométer hosszú, négy számjegyű országos közút Jász-Nagykun-Szolnok vármegye területén. Ténylegesen csak Kuncsorba községet köti össze Túrkevével, de valójában az utóbbi várost a megyeszékhely Szolnokkal és az ország nyugatabbi részeivel összekötő legrövidebb útvonal része is.

## Nyomvonala
Kuncsorba külterületén, a központtól mintegy 2 kilométerre délre ágazik ki a 4204-es útból, annak 2+400-as kilométerszelvényénél, kelet felé. 3,2 kilométer után lép át Túrkeve közigazgatási területére, egyúttal keresztez egy kisebb vízfolyást is. A következő bő tíz kilométeres szakasza szinte nyílegyenesen húzódik, úgyszólván lakatlan, jobbára mezőgazdasági hasznosítású külterületek között; már 13,8 kilométer megtétele után jár, amikor eléri a belterület nyugati szélét. Települési neve nincs is, mert épp csak elhalad a városi temető és egy közpark között, és már véget is ér, beletorkollva a 4202-es útba, annak a 13+300-as kilométerszelvénye közelében.
Teljes hossza, az országos közutak térképes nyilvántartását szolgáló kira.gov.hu adatbázisa szerint 14,156 kilométer.

## Települések az út mentén
- (Kuncsorba)
- Túrkeve

## Története
2025-ben a Totalcar online autósmagazin közönségszavazásán az ország Budapesten kívüli része legrosszabb minőségű útvonalának választották meg. A szavazás végeredményének megszületése után a szerkesztőség stábja a helyszínen is meggyőződött az út állapotáról és megállapították, hogy bár a kuncsorbai része még vállalható állapotú, a Túrkeve területére eső útrész burkolatminősége kritikán aluli, hosszú szakaszokon van 30 kilométeres sebességkorlátozás a két útszél erős kátyússága miatt.